# قصف سامسون
قصف سامسون هي عملية بحرية نفذتها البحرية اليونانية والبحرية الأمريكية ضد مدينة سامسون التركية في عام 1922 في حرب الاستقلال التركية. أطلقت السفن 400 طلقة على البلدة، وفي المقابل أطلق المدفع التركي الوحيد الموجود في البلدة 25 طلقة. واستمر القصف قرابة ثلاث ساعات (15:02–18:00).

## اسباب
كانت هناك عدة أسباب للقصف. كان أحدها هو مساعدة المتمردين اليونانيين في منطقة بونتيك الذين كانوا يقاتلون القوات التركية في المنطقة. وكان السبب الآخر هو تعطيل شحنة الأسلحة والذخيرة إلى داخل الأناضول. علاوة على ذلك، كانت القوارب الشراعية التركية تستولي على السفن اليونانية في البحر الأسود وتضعها في الخدمة التركية،في الآونة الأخيرة، استولى ضابط تركي وخمسة جنود على سفينة يونانية كبيرة تُدعى إينوسيس في 25 أبريل 1922.